# Charles Vildrac
Charles Vildrac, ursprungligen Charles Messager, född den 22 november 1882 i Paris, död den 25 juni 1971 i Saint-Tropez, var en fransk dramatiker, poet och barnboksförfattare.
Vildracs första dikter skrev han som tonåringer under 1890-talet. År 1901 utgav han Le Verlibrisme, ett försvar för traditionell lyrik. Vildrac var som ung anhängare av unanimismen. Han tillhörde Abbaye de Créteil, som han grundade tillsammans med Georges Duhamel.  År 1937 tillhörde han grundarna av Académie Mallarmé. Vildrac var aktiv i den franska motståndsrörelsen under andra världskriget. Prix de poésie Charles Vildrac är uppkallat efter honom.